# Ortografia ticinese

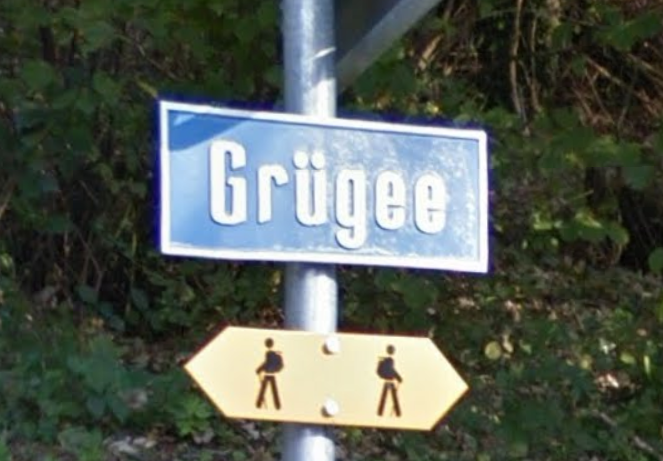
Cartello indicante la località di Grügee nel comune svizzero di Castel San Pietro, scritto in grafia ticinese

L’ortografia ticinese è un sistema di scrittura dei dialetti della lingua lombarda, codificata per la prima volta nel 1907 per la redazione del Vocabolario dei dialetti della Svizzera italiana; questa utilizza i medesimi elementi etimologici della lingua italiana, ai quali si aggiunge l'uso delle dieresi per la rappresentazione delle cosiddette vocali turbate, oltre ad elementi ereditati dall'ortografia classica milanese per i suoni consonantici assenti nella fonologia italiana.
La codifica e l'evoluzione dell'ortografia sono a cura del Centro di dialettologia e di etnografia del Canton Ticino, il che la rende attualmente l'unica ortografia lombarda ad avere una sorta di ufficializzazione nell'uso pubblico, trovando impiego anche nella segnaletica stradale (in particolare nell'indicazione di toponimi locali), sia nel Ticino che nei Grigioni.
In tutta la Lombardia linguistica si assiste all'utilizzo dell'ortografia ticinese o di adattamenti di questo modello (in particolare nell'adozione delle dieresi, come nel caso della ortografia moderna proposta per l'area milanese e lombarda), che hanno affiancato il modello classico, dando luogo ad una situazione di sostanziale digrafia; è invece l’unico sistema utilizzato nei dialetti lombardi della Svizzera italiana, dove l'ortografia classica è stata abbandonata.
A differenza della scrittura classica, si tratta di una ortografia di tipo fonologico, in cui ad ogni fonema corrisponde un preciso grafema o combinazione di grafemi; in conseguenza di ciò, la scrittura delle parole si adatta alla pronuncia specifica del singolo parlante, essendo nata per la classificazione e lo studio delle diverse parlate lombarde della Svizzera.

## Vocali
La grafia ticinese utilizza le vocali dell'alfabeto latino; quelle presenti nella lingua italiana rappresentano il medesimo fonema anche in quella lombarda.
Per quanto riguarda le vocali assenti nella lingua italiana, la caratteristica saliente di questa grafia è l’uso delle dieresi, come nella lingua tedesca, per rappresentare l'anteriorizzazione delle vocali posteriori (ä per /æ/, ö per /ø/, ü per /y/), differentemente dalla grafia classica, che utilizza invece un sistema sul modello francese (œu per /ø/, u per /y/, o per /u/).
Di seguito una tabella riassuntiva e di comparazione con altre ortografie lombarde:
| Ortografia ticinese | Ortografia moderna | Ortografia classica | Ortografia italiana | Fonema       | Esempio (traduzione)                       |
| ------------------- | ------------------ | ------------------- | ------------------- | ------------ | ------------------------------------------ |
| á aa                | à a, -aa           | à a, -aa            | à                   | /a/ /a:/     | stráda (strada) vardaa (guardato)          |
| ä ää                | ä ä, -ää           | à à, -aa            | à                   | /æ/ /æ:/     | gämba (gamba) -                            |
| è é ee              | è é e, -ee         | è e e, -ee          | è é è, e            | /ɛ/ /e/ /e:/ | pèna (penna) déntar (dentro) assee (molto) |
| í ii                | ì ì, -ii           | i, -ì i, -ii        | ì                   | /i/ /i:/     | padelín (padella) finii (finito)           |
| ò ó oo              | ò ó o, -oo         | ò                   | ò ó ò, ó            | /ɔ/ /o/ /o:/ | dòna (donna) dónca (dunque) poor (povero)  |
| ö öö                | ö ö, -öö           | œu                  | -                   | /ø/ /ø:/     | vöi (vuoto) fiöö (ragazzo)                 |
| ú uu                | ù u, -uu           | o o, -oo            | ù -                 | /u/ /u:/     | padrún (padrone) suu (sole)                |
| ü üü                | ü ü, -üü           | u u, -uu            | -                   | /y/ /y:/     | üga (uva) düür (duro)                      |

### Accentazione
Per definire la posizione dell’accento all'interno delle parole, l’ortografia ticinese utilizza il medesimo sistema della lingua italiana (nella quale è però caduto in disuso al di fuori dei testi tecnici, tranne che sulla vocale finale): viene segnata graficamente solo la vocale sulla quale l’accento cade (vocale tonica), con il segno che può essere grave o acuto a seconda della pronuncia aperta o chiusa della stessa; le altre vocali (vocali atone) vengono rappresentate sempre senza accento, non essendo generalmente distintivo della parola il loro grado di apertura.
Quando la vocale su cui cade l’accento è una vocale turbata, nei testi tecnici si sovrappone l'accento grafico alla dieresi, mentre nei testi informali si lascia generalmente la sola indicazione della dieresi, intendendosi quella come vocale tonica (salvo la presenza di un accento grafico su un'altra vocale); allo stesso modo, nei testi non-tecnici la presenza degli accenti è limitata generalmente alle parole tronche, come già in uso in italiano.
Particolarità dell'ortografia ufficiale è l'uso degli accenti acuti nei grafemi á, í e ú; per via della configurazione della tastiera italiana, nei testi atecnici è comunque più comune l'uso di à, ì e ù per rappresentare i medesimi fonemi.

### Vocali lunghe
Nell'ortografia ticinese le vocali lunghe sono rappresentate graficamente in tutte le posizioni della parola - quando presenti - con la geminazione (raddoppio) della vocale (fiöö, luur, saraa); questa caratteristica assume una certa importanza nella distinzione dell’infinito di un verbo dal relativo participio passato (pensà per pensare, pensaa per pensato), anche se in molti dialetti il participio passato ha una formazione diversa (pensàj, in alcuni dialetti dell'area comasca e ticinese).
Nei testi tecnici più recenti, come le ultime pubblicazioni del CDE, la geminazione delle vocali non è più utilizzata se non in fine parola, preferendovi la sola indicazione del grado di apertura della vocale tramite l'accento grafico; resta comunque di uso comune nella toponomastica e soprattutto nei testi atecnici, dove è ancora preferita agli accenti in parola.

## Consonanti
L’ortografia ticinese si avvale, per la rappresentazione delle consonanti, dei medesimi elementi etimologici della lingua italiana, a cui si aggiungono alcune combinazioni grafemiche - tratte principalmente dall'ortografia classica - per la rappresentazione dei suoni assenti nelle lingua italiana, riassunti nella tabella seguente:
| Ortografia ticinese | Ortografia moderna | Ortografia classica | Ortografia italiana | Fonema                       | Esempio (traduzione)                                           |
| ------------------- | ------------------ | ------------------- | ------------------- | ---------------------------- | -------------------------------------------------------------- |
| s- -ss- -s -ss      | s- -s- -s          | s- -ss-, -z- -s -ss | s- -s- -s -ss       | /s/ /s/, /s:/*               | sempar (sempre) püssee (di più) paas (pace) pass (passo)       |
| -s- ś               | -ʃ- ʃ              | -s- s               | -s- s, ś, ʃ         | /z/                          | caseta (casetta) śenaar (gennaio)                              |
| z- -zz- -z -zz      | z- -z- -z          | z- -zz- -z -zz      | z- -z- -z -zz       | /t͡s/ /t͡s/, /t͡ːs/*            | zoca (buca) cazzöla (cazzuola) naanz (avanti) palazz (palazzo) |
| -z- ź               | -z- z              | -                   | -z- z               | /d͡z/                         | meza (mezza) źitell (scapolo)                                  |
| sci sce             | sci sce            | sci sce             | sci sce             | /ʃi/, /ʃ/ /ʃe/, /ʃɛ/         | sciüscià (succhiare) scendra (cenere)                          |
| sgi sge             | gi ge              | sgi sge             | -                   | /ʒi/, /ʒ/ /ʒe/, /ʒɛ/         | sgiugà (giocare) scunsgelà (congelare)                         |
| s'ci s'ce           | s'ci s'ce          | s'ci s'ce           | -                   | /st͡ʃi/, /st͡ʃ/ /st͡ʃe/, /st͡ʃɛ/ | s'ciopp (schioppo) s'cepà (rompere)                            |
| s'gi s'ge           | s'gi s'ge          | s'gi s'ge           | sgi sge             | /zd͡ʒi/, /zd͡ʒ/ /zd͡ʒe/, /zd͡ʒɛ/ | s'giafùn (schiaffo) des'gelà (scongelare)                      |
| -c -cc              | -c                 | -c, -g -cc, -gg     | -                   | /t͡ʃ/ /t͡ʃ/, /tt͡ʃ/*            | lenc (léggere) lecc (letto)                                    |
| -ch -cch            | -ch                | -ch, -gh -cch, -ggh | -                   | /k/ /k/, /k:/*               | pradech (pratico) becch (caprone)                              |
| qu                  | qu                 | qu                  | qu                  | /kw/                         | aqua (acqua)                                                   |
| j                   | i                  | j                   | i, j                | /j/                          | pajee (pagliaio)                                               |

*legatura in fine parola con la vocale iniziale della parola successiva

### Consonanti doppie
Caratteristica della pronuncia di quasi tutti i dialetti della lingua lombarda è l’assenza di consonanti foneticamente geminate all'interno delle parole, che nell'ortografia ticinese appaiono quindi singole rispetto alla corrispondente parola in lingua italiana standard con la medesima etimologia (gata per gatta, dona per donna, peruchee per parrucchiere); in questo l’ortografia ticinese si differenzia da quella classica, che utilizza invece la consonante doppia etimologica, in loco dell’utilizzo dell’accento acuto o grave (donna per dona, colzetta per culzeta).
Mentre nell'ortografia moderna la consonante doppia non viene rappresentata nemmeno al termine delle parole, in quella ticinese viene rappresentata qualora, nella pronuncia della parola all'interno di una frase, questa si leghi alla prima vocale della parola successiva con un suono prolungato della sua consonante finale (come in becch, "caprone").

### Consonantes
Molte particolarità della lingua lombarda e delle sue ortografie sono legate all'uso ed alla pronuncia della consonante s: nell'ortografia ticinese tale lettera rappresenta il suono della cosiddetta s “sorda” o “aspra” /s/ in tutte le posizioni (segn, paas, castell, persich), eccetto quando compresa tra due vocali; in tal caso assume quello della s "sonora” o “dolce” /z/ (pesà, casèta, Lüìsa).
Per identificare i casi in cui la lettera s è pronunciata sorda /s/ anche se compresa tra due vocali, si utilizza la grafia ss (passà, ganassa, cassett), come in ortografia classica; nel caso contrario, ovvero per identificare le eccezioni in cui la s è pronunciata sonora anche se non compresa tra due vocali, l'ortografia ticinese prevede l'apposizione di un segno sopra la lettera (śenaar), anche se di fatto è un segno utilizzato esclusivamente nei testi tecnici.
La combinazione della lettera s con la c palatale /st͡ʃ/, nesso tipicamente lombardo ma assente nella lingua italiana, necessita della separazione tramite apostrofo (s’ciao, s’ciopp, s’cepà) per distinguerla dalla combinazione utilizzata per identificare il fonema /ʃ/ (scighéra, scému, sciüscià); anche nella combinazione sonora di s con g palatale /zd͡ʒ/ è necessario l’apostrofo (s’giafùn, des’gelà) per distinguerla dal fonema /ʒ/ (sgiugà, scunsgelà, Sgiuàn).
In molti dialetti lombardi, la s precedente un'altra consonante è pronunciata /ʃ/ davanti a consonante sorda (sparà /ʃpaˈra/) e /ʒ/ davanti a consonante sonora (sgabell /ʒɡaˈbɛl/): questa pronuncia non richiede di essere rappresentata graficamente, in quanto allofono del medesimo fonema /s/; è possibile comunque trovarlo in alcuni testi informali con la grafia sc (scpacà, vesct, descfà).

### Consonantez
Per quanto riguarda la consonante z, questa rappresenta il fonema /t͡s/ in tutte le posizioni della parola (canzùn, zoca, naanz), eccetto quando compresa tra due vocali, dove rappresenta invece la variante sonora /d͡z/ (meza, lazarùn, zanzara); per identificare i casi in cui la lettera z è pronunciata /t͡s/ anche se compresa tra due vocali, si utilizza la grafia zz (nazziùn, cazzöla, azziùn).
Per identificare tutte le situazioni in cui la z è pronunciata sonora anche se non compresa tra due vocali, l'ortografia ticinese prevede l'apposizione di un segno sopra la lettera (źampeta), anche se di fatto è un segno utilizzato esclusivamente nei testi tecnici.

### Consonantej
La lettera j rappresenta invece il suono della cosiddetta i “consonantica” /j/, ma è utilizzata solo nei casi in cui la stessa è collocata tra due vocali (pajee, medajùn, zabajùn) o in fine parola (mej, aj, j asan); la distinzione tra i vocalica e j consonantica è comunque omessa nei testi tecnici più recenti, in quanto trattasi di un allofono del fonema /i/.

## Confronto dell’ortografia ticinese con altre ortografie
| Ortografia ticinese | Ortografia moderna | Ortografia classica | Traduzione in italiano |
| ------------------- | ------------------ | ------------------- | ---------------------- |
| lumbaart            | lumbart            | lombard             | lombardo               |
| sü                  | sü                 | su                  | su                     |
| fiöö                | fiöö               | fiœu                | ragazzo                |
| cumün               | cumün              | comun               | comune                 |
| nassiùn             | nasiùn             | nazion              | nazione                |
| nazziùn             | naziùn             | nazion              | nazione                |
| caseta              | caʃèta             | casetta             | casetta                |
| gatt                | gat                | gatt                | gatto                  |
| Lecch               | Lèch               | Lecch               | Lecco                  |
| Comm                | Còm                | Còmm                | Como                   |
| parlaa              | parlaa             | parlaa              | parlato                |
| pajee               | paiee              | pajee               | paiolo                 |